# روزنامه نیم‌قطع

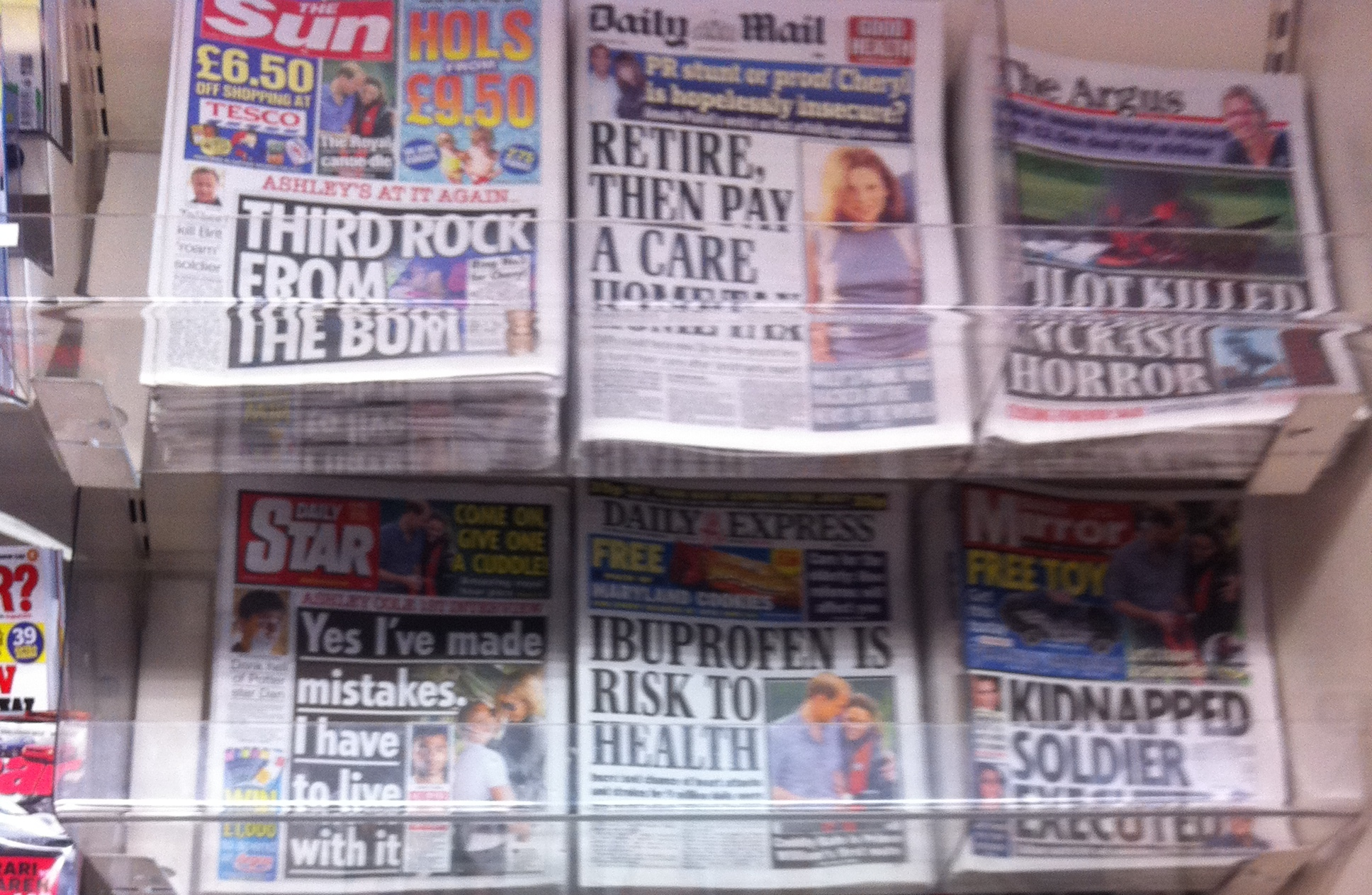
نمایی از چند روزنامه نیم‌قَطع در بریتانیا - جولای ۲۰۱۱

روزنامه نیم‌قَطع (به انگلیسی: Tabloid) روزنامه‌ای است که ابعاد کاغذ چاپ آن از روزنامه‌های استاندارد کوچکتر است.
اصطلاح روزنامه نگاری نیم‌قَطع تأکید بر موضوعاتی دارد مانند داستان‌های جنایی پر سر و صدا، طالع بینی، شایعات مشهور و تلویزیونی، با اینحال مرجعی برای روزنامه‌های منتشر شده استاندارد نیست. برخی از مقالات روزنامه‌های منتشره با فرمت کوچک و استاندارد را روزنامه‌های فشرده می‌نامند. روزنامه‌های بزرگتر، که به‌طور سنتی با رسانه‌های با کیفیت بالاتر در ارتباط هستند، حتی اگر در صفحات کوچکتر چاپ شوند همچنان به آنها صفحه گسترده (Broadsheets) می‌گویند.
مفهوم نیم‌قطع یا نیم‌قطع به زودی به سایر موارد فشرده کوچک نیز اعمال شد. مقاله ای در سال ۱۹۰۲در روزنامه وست مینستر لندن خاطرنشان کرد: «مالک قصد دارد تمام اخبار چاپ شده توسط مجلات دیگر را به صورت نیم‌قطع ارائه کند.» بنابراین روزنامه نگاری نیم‌قطع در سال ۱۹۰۱، در اصل به معنای مقاله ای بود که داستان‌ها را در قالبی ساده شده و به راحتی جذب می‌کرد. این اصطلاح قبل از ارجاع در سال ۱۹۱۸به روزنامه‌های کوچک‌تر که حاوی داستان‌های فشرده بود تبدیل شد.

## انواع
روزنامه‌های نیم‌قَطع ، به ویژه در بریتانیا، از نظر بازار هدف، همسویی سیاسی، سبک سرمقاله و تیراژ بسیار با سایر روزنامه‌ها متفاوت هستند؛ بنابراین، اصطلاحات مختلفی برای توصیف انواع فرعی این قالب کاغذی همه‌کاره ابداع شده‌است. به‌طور کلی، دو نوع اصلی روزنامه نیم‌قَطع وجود دارد: بالای قرمز و فشرده. که تمایز آن عمدتاً در سبک ویراستاری است. هر دونیم‌قَطع های قرمز و جمع و جور به لحاظ سیاسی طیف‌های  سیاسی از سوسیالیسم تا محافظه‌کاری سرمایه‌داری را در بر می‌گیرند، اگرچه روزنامه‌های تاپ قرمز، به دلیل بازار هدف تاریخی خود که حامی طبقه کارگر است، عموماً تا حدودی پوپولیسم را پذیرفته‌اند. نیم‌قَطع های قرمز به دلیل تمایل آنها در استفاده بریتانیایی و کشورهای مشترک المنافع به چاپ دکل‌های خود با جوهر قرمز به این نام خوانده می‌شوند. اصطلاح فشرده برای اجتناب از مفهوم کلمه نیم‌قَطع است که دلالت بر نیم‌قَطع قرمز رنگ دارد، ابداع شد.